# Петровичи (Смоленская область)
Петро́вичи — деревня в Смоленской области России, в Руссковском сельском поселении Шумячского района. Расположена в юго-западной части области в 21 км к северо-западу от районного центра, и в 24 км к югу от Хиславичей, на левом берегу реки Чёрной Немки. Население — 265 жителей (2007 год). Один из самых старинных населённых пунктов Смоленской области.
Деревня — место рождения американского писателя-фантаста Айзека Азимова и (по некоторым сведениям) авиаконструктора Семёна Лавочкина.

## История
Первое упоминание о селе относится к 1403 году. Среди земельных владений великого литовского князя Казимира.
В 1710 году Петровичи впервые упоминаются как местечко Мстиславского воеводства Великого Княжества Литовского во владении рода Воловичей.
В результате первого раздела Речи Посполитой (1772 г.) Петровичи вошли в состав Российской империи, в Климовичский уезд Могилёвской губернии. В 1783—1785 годах в городе было 60 дворов. Петровичи имели квартальную застройку, центр которой составлял рынок с церковью Святых апостолов Петра и Павла.
В 1784 году в статистическом описании Могилёвской губернии местечко Петровичи упомянуто как владение Волловичей.
В 1880 году в местечке Петровичи было 1035 жителей (499 мужчин и 536 женщин), в том числе 329 православных, 1 католик, 705 евреев (333 мужчины и 372 женщины).
По состоянию на 1887 г. в Петровичах было 132 дома (63 христианских и 69 еврейских), церковь и молитвенный дом, кожевенный завод, водяная мельница.
25 марта 1918 года в Третьей уставной грамоте, выпущенной правительством Белорусской Народной Республики (БНР), действовавшим в Минске в условиях германской оккупации, Могилёвская область была номинально продекларирована как часть БНР, однако в действительности так называемая БНР не контролировала никаких территорий, лишь некоторым её структурам оккупационные власти Германии дозволяли существовать на части оккупированной Германией территории. Что касается Петровичей, то данный населённый пункт на момент провозглашения «независимости» БНР, как и после этого, находился под советским контролем в составе Советской России. Лишь 1 января 1919 г., по решению I съезда КП(б) Белоруссии, Смоленская, Могилёвская и ряд других губерний были включены в состав новосозданной Социалистической Советской Республики Белоруссия, однако уже 16 января того же года, после того как в Минске была провозглашена советская власть, были изменены границы Белорусской ССР — решением ЦК РКП(б) Могилёвская, Смоленская и Витебская губернии были возвращены в прямое подчинение РСФСР и Петровичи опять вошли в состав Советской России.
В начале XX века в селе проживало свыше 1000 человек, здесь получили развитие ремесленные промыслы.
По состоянию на 2015 год, в Петровичах были закрыты библиотека и клуб, идёт процесс ликвидации малокомплектной школы.

## Население
В 1880 году в местечке Петровичи было 1035 жителей (499 мужчин и 536 женщин), в том числе 329 православных, 1 католик, 705 евреев (333 мужчины и 372 женщины).
в 2015 году население Петровичей составляло 191 житель.

## Достопримечательности
- Братская могила воинов советской армии, погибших в Великой Отечественной войне.
- Древний курган.
- Мемориальный камень, установленный в память рождения в Петровичах А. Азимова. Медная памятная табличка хранится в администрации деревни во избежание кражи[5].